# Trizio
Il trizio, o tritio o idrogeno-3 (dal latino scientifico tritium, derivato a sua volta dal greco τρίτον, tríton, il terzo) è il terzo isotopo dell'elemento idrogeno, dopo il prozio e il deuterio, avente simbolo 3H (o anche T, spesso usato in chimica). Questo isotopo ha il nucleo formato da un protone e due neutroni, che non è stabile, essendo soggetto al decadimento beta. In quanto tale, costituisce il primo isotopo radioattivo di un elemento chimico, oltre che il primo dell'idrogeno stesso.
Sulla Terra il trizio è estremamente raro, 1 atomo ogni 1018 atomi di idrogeno. Tuttavia, nell'atmosfera è presente in tracce in quanto si forma continuamente, perlopiù per interazione dei i raggi cosmici con i gas presenti in alta atmosfera, principalmente azoto, ma è anche prodotto da molteplici processi che coinvolgono l'energia nucleare, sia civili che militari.
In condizioni standard di pressione e temperatura il trizio si presenta come un gas formato da molecole biatomiche (T2), il ditrizio, con proprietà fisiche molto poco differenti da quelle del diidrogeno.

## Storia
Il trizio fu prima previsto alla fine degli anni venti da Walter Russell, usando la sua tavola periodica "a spirale", e poi prodotto nel 1934 dal deuterio (2H) da Rutherford, insieme a Oliphant e Harteck. Rutherford non fu capace di isolare il trizio, mentre ci riuscì Luis Álvarez, che dedusse correttamente che la sostanza fosse radioattiva. Libby scoprì che il trizio poteva essere usato per la datazione radiometrica dell'acqua, e poi del vino. Il trizio fu adoperato in alcune lampade in dotazione all'esercito inglese che, pur emettendo una fievole luce, duravano quasi un decennio. In orologeria, è stato usato per rendere visibili gli indici orari dei quadranti inizialmente da Panerai. Attualmente è utilizzato in ambito militare, per fornire sistemi di illuminazione notturna a sistemi di puntamento senza la necessità di batterie.

## Nuclide e decadimento
Il nuclide 31H ha un'energia di legame per nucleone pari a 2,827266 MeV, un valore maggiore di quella dell'isobaro 32He (2,572681 MeV), che quindi è un nuclide meno fortemente legato di quello di trizio. Tuttavia, avendo il trizio una massa (3,01604927767 u) leggermente superiore a quella del suo isobaro 32He (3,01602931914 u), è soggetto al decadimento β−, con emissione di un elettrone veloce (radiazione beta) e un antineutrino elettronico. In tal modo l'atomo di trizio si trasforma quindi in uno ione positivo di elio-3, che è un isotopo stabile dell'elio (largamente minoritario rispetto all'elio-4):
31H   →   32He+ + e− + νe
L'energia emessa in questo decadimento è pari a 18,591 keV e viene ripartita come energia cinetica tra il nucleo di elio-3 (in minima parte, trascurabile), l'elettrone e l'antineutrino emessi. L'energia massima dell'elettrone emesso è quella del decadimento (Emax ≈ 18,6 keV), mentre l'energia media è di ~5,7 keV. Il tempo di dimezzamento è pari a 12,32 anni, che corrisponde ad una vita media di 17,77 anni.
Dato che il decadimento trasforma un neutrone di 3H in un protone in 3He, e dato che entrambi i nuclei hanno lo stesso spin (1/2+), questo decadimento, come pure quello del neutrone libero, è di tipo super permesso.
| Emivita                | 12,32 anni            |
| Vita media             | 17,77 anni            |
| Attività specifica     | 356,2 PBq/kg          |
| Modo di decadimento    | β− (decadimento beta) |
| Energia di decadimento | 18,591 keV            |
| Nuclide figlio         | 3He (stabile)         |

## Proprietà
La radiazione beta a bassa energia emessa dal decadimento del trizio non può penetrare la pelle umana, per cui il trizio è dannoso solo se ingerito o inalato, mentre l'acqua triziata viene assorbita anche a livello cutaneo. La sua bassa energia del decadimeno rende difficile il suo rilevamento.
| Emivita biologica    | 12 giorni      |
| Vita media biologica | 17 giorni      |
| Esposizione esterna  | Non dannoso    |
| Esposizione interna  | Dannoso        |
| Organi interessati   | Acqua corporea |

## Presenza in natura e produzione
Nonostante sia radioattivo e di vita media breve, il trizio può essere trovato in natura in quanto viene continuamente prodotto (anche se in minime quantità) nell'alta atmosfera dall'interazione dei raggi cosmici con l'azoto atmosferico, e ricade in tracce attraverso le precipitazioni:
147N + 1n → 126C + 31H
Mentre sulla superficie terrestre il trizio è aumentato a causa delle manipolazioni umane, a partire dai primi test nucleari e, siccome difficilmente contenibile, dalle attività nucleari; nei reattori nucleari il deuterio (D) dell'acqua pesante usata come moderatore può assorbire un neutrone (n) prodotto nel reattore secondo la reazione:
D + n → T + γ
Il trizio può essere prodotto bombardando il deuterio con dei Deutoni
2H + 2H = 3H + 1H
Altre reazioni che possono essere usate per produrre trizio sono:
10B + n → T + 8Be + γ
6Li + n → T + 4He + γ

## Utilizzi
Il trizio, insieme al deuterio, viene usato per realizzare la fusione nucleare sfruttando la reazione:
D + T → 4He + n + 17,6 MeV
che risulta essere particolarmente adatta allo scopo grazie all'alta sezione d'urto ed alla notevole energia generata dalla singola reazione.
Con l'ossigeno il trizio forma il composto T2O chiamato comunemente acqua superpesante. Questo composto è difficile da separare ed è altamente instabile; è difficile anche da usare per la sua intensa radioattività che ne provoca una auto-radiolisi.
Il trizio viene anche utilizzato come tracciante radioattivo per studi di cinetica chimica. Il trizio viene introdotto nei fosfori degli orologi per avere luminescenza nei simboli del quadrante; per minimizzare le radiazioni viene sigillato da borosilicati.
In ambito militare è utilizzato per permettere una buona illuminazione notturna del mirino ACOG, senza l'utilizzo di batterie o illuminazioni esterne, e anche nelle mire metalliche di pistole.
In idrogeologia il trizio viene utilizzato come tracciante di flusso, a seguito dei numerosi test nucleari condotti negli anni 60, la concentrazione di questo elemento è aumentata nell'atmosfera, trovare acque con contenuti elevati in trizio indica che esse si sono infiltrate in quegli anni, prima di allora era assente.
Il trizio può contaminare le falde acquifere.

## Isotopi vicini
Le caselle colorate in arancione corrispondono a isotopi stabili.
|    |     | 4Li | 5Li | 6Li | 7Li | 8Li |
|    | 3He | 4He | 5He | 6He | 7He | 8He |
| 1H | 2H  | 3H  | 4H  | 5H  | 6H  | 7H  |

## Polarizzazione dello spin
Modesti livelli di polarizzazione dello spin di una miscela di deuterio e tizio consentono di ridurre fino a 10 volte la quantità di trizio necessaria nella reazione di fusione nucleare.
Al 2024 il Dipartimento per l'Energia degli Stati Uniti ha iniziato a finanziare le ricerche per integrare questa tecnologia nei reattori nucleari.